# Dorothea von Biron
Dorothea von Biron, född 21 augusti 1793, död 19 september 1862, var regerande hertiginna av det preussiska hertigdömet Sagan från 1845 till 1862. Hon var hovfunktionär vid det franska hovet.

## Biografi

### Tidigt liv
Dorotea var dotter till Dorothea von Medem och greve Aleksander Batowski, och föddes sedan hennes mor sedan länge hade varit separerad från sin make, Peter von Biron, hertig av Kurland. Hon erkändes dock officiellt av sin mors make som hans dotter och fick därför status och titel som prinsessa av Kurland. 

### Äktenskap
Hon gifte sig 1809 med Edmond de Talleyrand-Périgord, brorson till Charles Maurice de Talleyrand-Périgord. Äktenskapet hade arrangerats av kungen av Preussen sedan brudgummens make hade bett den ryske tsaren att åstadkomma det. Efter giftermålet bosatte hon sig i Paris. Äktenskapet var olyckligt. Hon var under denna tid nominellt hovdam hos Napoleons andra fru kejsarinnan Marie Louise.

### Talleyrands värdinna
År 1815 levde Dorothea med sin makes farbror Charles Maurice de Talleyrand-Périgord i Wien medan han deltog i Wienkongressen. Hon levde sedan i hans hushåll som hans värdinna, separerad från sin make; det är möjligt att de hade ett förhållande, men hon hade också en rad omtalade kärleksförhållanden med andra personer. Hon levde med Charles Maurice även under hans tid som ambassadör i London. Charles Maurice de Talleyrand-Périgord avled 1838. Hon hade då varit formellt separerad från sin make sedan 1824. 

### Hertiginna av Sagan
År 1845 avled hennes halvsyster Pauline, och kungen av Preussen lät henne då efterträda sin syster som regerande hertiginna av hertigdömet Sagan. 